# Xenoleberis californica
Xenoleberis californica is een mosselkreeftjessoort uit de familie van de Cylindroleberididae. De wetenschappelijke naam van de soort is voor het eerst geldig gepubliceerd in 1979 door Baker.